# هيكل عملاق

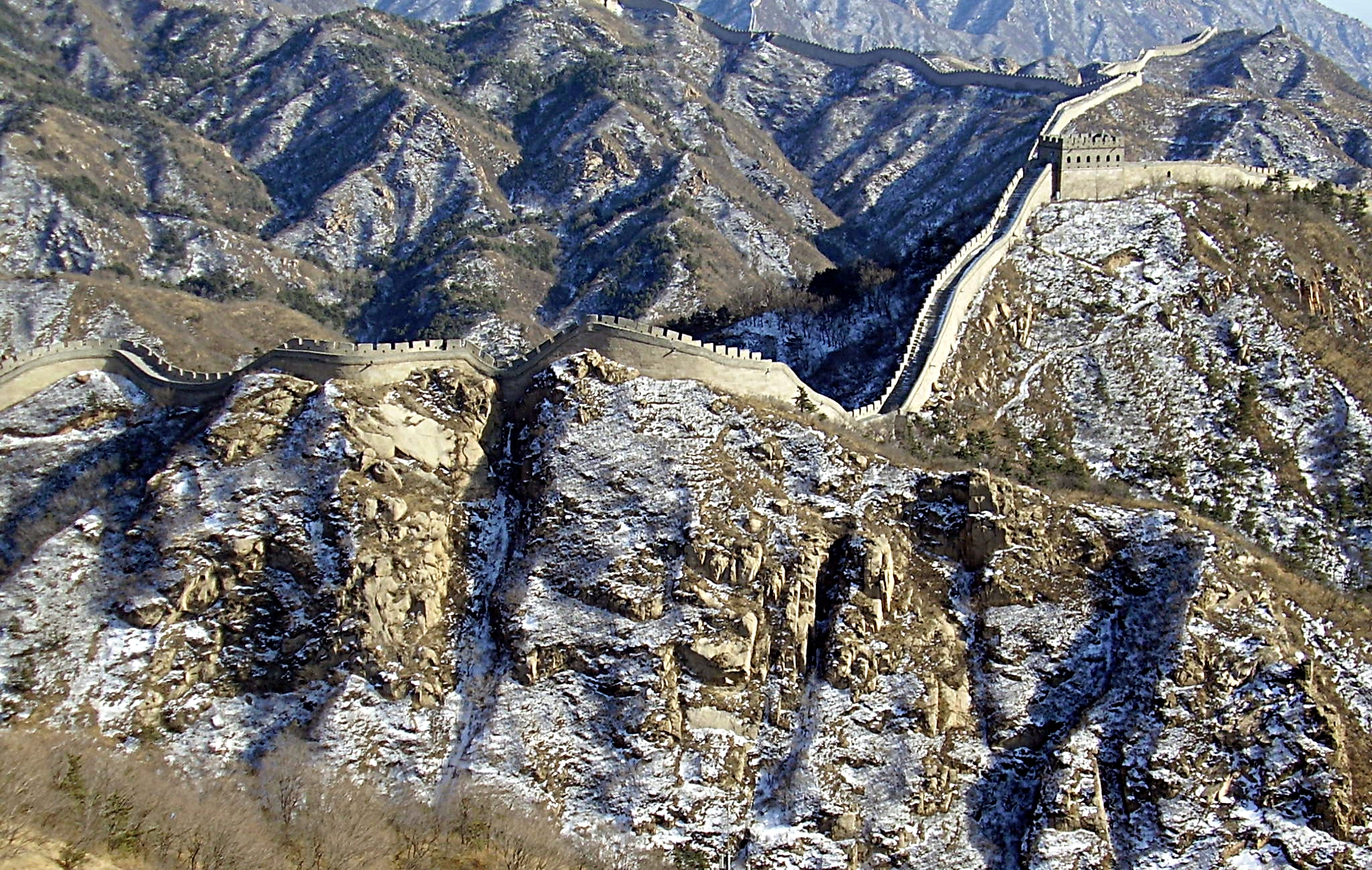

يُعرف الهيكل العملاق بأنه عبارة عن بناء اصطناعي كبير للغاية، على الرغم من عدم تحديد حجمه الدقيق بشكل واضح. يطلق البعض مصطلح المجتمع أو البناء العملاق على أي مبنى كبير أو مرتفع. تعرف بعض المصادر الهيكل العملاق بأنه بناء اصطناعي هائل يدعم نفسه بنفسه. تُعد مشاريع الهندسة العملاقة أو الهندسة الفلكية هياكل عملاقة أيضًا.
لا يمكن بناء معظم تصاميم الهياكل العملاقة باستخدام مستوى التكنولوجيا الصناعية الحالي. يدرج هذا الأمر التصاميم الموجودة تحت فئة الهندسة الاستكشافية. يطلق على المشاريع التي يمكن بناؤها بسهولة مصطلح المشاريع العملاقة.
تعد الهياكل العملاقة أيضًا مفهومًا معماريًا شاع في الستينيات، إذ أُمكن من خلاله تطويق مدينة كاملة في مبنى واحد أو في عدد صغير نسبيًا من المباني المترابطة. تُعد بعض المفاهيم مثل علم العمارة البيئية شائعة في الخيال العلمي. تلعب الهياكل العملاقة غالبًا دورًا في سيناريوهات أو قصص أفلام وكتب الخيال العلمي، مثل رواية موعد مع راما التي كتبها السير آرثر كلارك.
عرّف رالف ويلكوكسين الهيكل العملاق في عام 1968 على أنه أي إطار هيكلي يمكن تثبيت الغرف أو المنازل أو المباني الصغيرة الأخرى فيه وإلغاء تثبيتها واستبدالها عند الرغبة أو الحاجة، والتي تكون قادرة على التمدد بشكل غير محدود. يسمح هذا النوع من الهياكل لبنيته بالتكيف مع الرغبات الفردية لسكانها، حتى مع تغير تلك الرغبات بمرور الوقت.
تعرف المصادر الأخرى الهياكل العملاقة على أنها «أي تطور تكون فيه الكثافة السكنية قادرة على دعم الخدمات والمرافق الضرورية من أجل التنمية كي تصبح مجتمعًا قائمًا بذاته».
صمم العديد من المهندسين المعماريين مثل هذه الهياكل العملاقة. شارك بعض من أبرز المهندسين المعماريين والمجموعات المعمارية مثل حركة ميتابوليست، وأرشيجرام، وسيدريك برايس، وفراي أوتو، وكونستانت نيوينهويز، ويونس فريدمان، وبوكمينستر فولر في هذه الحركة.

## المشاريع الموجودة
هياكل يمكن اعتبارها هياكل عملاقة، مثل:
- يُعد سور الصين العظيم هيكلا عملاقًا من صنع الإنسان، عرضه بضعة أمتار وطوله 3947 ميلاً (6,352 كم)، أي يبلغ حجمه حوالي 4,975,318 ياردة مربعة (4,160,000 متر مربع).[6]
- تمتد مصاطب الأرز في كورديليراس الفلبينية على مساحة 10,360 كيلومتر مربع (4000 ميل مربع) من المساحات الطبيعية الزراعية المنحوتة في الجبال من قبل رجال القبائل الحرة في إيفوغايو منذ حوالي 6000 إلى 2000 عام.[7]
- تمثل ناطحات السحاب أحدث التطورات في هندسة الهياكل الكبيرة.
- تتكون مصادم الهدرونات الكبيرة –من بين هياكل أخرى– من حلقة طولها 27 كيلومترًا.
- لا تعتبر شبكات الطرق أو السكك الحديدية ومجموعات المباني (المدن والضواحي المرتبطة بها) هياكل عملاقة، على الرغم من كونها مؤهلة في كثير من الأحيان حسب الحجم. ومع ذلك، قد تكون مؤهلة للسكن.

## المقترحات
- أتلانتروبا، وهو عبارة عن سد كهرمائي يبنى عبر مضيق جبل طارق، يستطيع خفض مستوى سطح البحر الأبيض المتوسط بمقدار 200 متر.
- الطريق السريع عبر العالم، أو أنظمة الطرق السريعة التي تربط جميع القارات الست المأهولة على الأرض. ويربط الطريق السريع الجسور والأنفاق الجديدة والحالية، ما يحسن ليس النقل البري فحسب، بل يحتمل أيضًا أن يوفر خط أنابيب مرافق.
- السحابة تسعة، وهي عبارة عن اقتراح قدمه بوكمينستر فولر بإيجاد مساحة متوترة تبلغ ميلًا واحدًا في دائرة نصف قطرها كبير بما يكفي بحيث تطفو في السماء إذا رُفعت حرارتها درجة واحدة فقط فوق درجة الحرارة المحيطة، ما يؤدي إلى إنشاء مساكن للمدن الصغيرة التي تضم آلاف الأشخاص في كل «سحابة تسعة». اقترح فولر أيضًا نظيرًا بحريًا يتكون من رباعي سطوح مجوف من الخرسانة المسلحة يبلغ طوله ميلًا واحدًا من القمة إلى القمة، يدعم وجود سكانًا يصل عددهم إلى مليون شخص يعيشون في وحدات سكنية منتشرة بالهواء في الخارج مع توفير البنية التحتية اللازمة للمرافق (المياه والطاقة والصرف الصحي وما إلى ذلك) في الداخل. يكون للوحدات النمطية منافذ فائدة موحدة لتكون صالحة للعيش تمامًا خلال دقائق من الوصول، ويمكن فصلها لاحقًا ونقلها إلى مدن أخرى مماثلة.

## الهياكل النظرية
اقتُرح عدد من الهياكل النظرية والتي يمكن اعتبارها هياكل عملاقة.

### المقياس النجمي
تُعد معظم مقترحات الهياكل العملاقة ذات النطاق النجمي هي تصميمات تستخدم من أجل الاستفادة من الطاقة الصادرة من نجم يشبه الشمس بينما ما يزال من الممكن أن توفر الجاذبية أو غيرها من السمات التي تجعلها جذابة للحضارات المتقدمة.
- قرص ألديرسون، وهو هيكل نظري على شكل قرص، يعادل نصف قطره الخارجي مدار كوكب المريخ أو كوكب المشتري ويبلغ سمكه عدة آلاف من الأميال. يمكن أن تعيش الحضارة على كلا الجانبين، ممسوكة بجاذبية القرص وتستقبل أشعة الشمس من نجم يتمايل صعودًا وهبوطًا في منتصفه.
- تشير كرة ديسون (المعروفة أيضًا باسم مغلاف ديسون) إلى بنية أو كتلة من الأجسام المدارية المحيطة بالنجمة بالكامل من أجل الاستفادة الكاملة من طاقتها الشمسية.
- عقل ماتريوشكا عبارة عن مجموعة من كرات ديسون متحدة المركز والتي تستخدم طاقة النجم في الحوسبة.
- يستخدم المحرك النجمي إما الفرق في درجة الحرارة بين النجم والفضاء أو بين النجوم من أجل استخراج الطاقة أو بمثابة محرك نجمي.
- يسرع المحرك النجمي نجمًا بأكمله عبر الفضاء من خلال عكس أو امتصاص الضوء بشكل انتقائي على جانب واحد منه.
- توبوبوليس (المعروفة أيضًا باسم الكونية السباغيتية) هي عبارة عن أنبوب كبير يدور من أجل توفير الجاذبية الاصطناعية.
- إن رينغ وولرد (أو حلقة نيفين) عبارة عن حلقة اصطناعية تطوق نجمًا وتدور بشكل أسرع من السرعة المدارية من أجل تكوين جاذبية صناعية على سطحها الداخلي. البديل غير الدوراني عبارة عن حلقة شفافة من الغاز القابل للتنفس، ما يخلق بيئة جاذبية متواصلة حول النجم، مثلما هو الحال في حلقة الدخان المسماة.

الهياكل ذات الصلة التي قد لا تصنف على أنها هياكل عملاقة نجمية فردية، ولكنها تحدث على نطاق مماثل:
- سرب ديسون وهو عبارة عن كرة ديسون مكونة من عناصر مدارية منفصلة (بما في ذلك المساكن الكبيرة) بدلًا من أن تكون قشرة واحدة متصلة.
- فقاعة ديسون هي كرة ديسون تكون فيها العناصر الفردية عبارة عن عناصر ثابتة، كائنات غير مدارية مثبتة بضغط أشعة الشمس.